# Bogaletch Gebre
Bogaletch Gebre detta "Boge" (1950 circa – San Fernando, 2 novembre 2019) è stata un medico e attivista etiope, impegnata per l'uguaglianza di genere e per i diritti delle donne nel suo paese.
Nel 2010, The Independent la definì "la donna che ha iniziato la ribellione delle donne etiopi". Insieme a sua sorella Fikirte fondò l'associazione KMG Etiopia, precedentemente chiamata Kembatti Mentti Gezzima-Tope. L'obiettivo dell'associazione è quello di offrire aiuto alle donne, la prevenzione delle mutilazioni genitali femminili e dei rapimenti nuziali (una pratica che consiste nel rapimento e lo stupro di giovani donne per costringerle al matrimonio). Secondo il National Committee on Traditional Practices of Ethiopia, tali pratiche costituivano la base del 69% dei matrimoni nel Paese dal 2003.
The Independent riferisce che l'organizzazione ha ridotto il tasso di rapimenti nuziali a Kembatta di oltre il 90%, mentre The Economist rileva che ha contribuito a far diminuire le mutilazioni genitali femminili dal 100% al 3%. Nel 2005, Gebre ha ricevuto il Premio Nord-Sud e nel 2007 il Jonathan Mann Award per la salute e i diritti umani. Per il suo contributo allo sviluppo dell'Africa, a maggio 2013 Boge è stata premiata con il King Baudouin International Development Prize.

## Sfondo
Lei stessa vittima di mutilazioni genitali femminili all'età di 12 anni, le fu proibito dal padre di avere un'educazione formale, ma scappò di casa per frequentare una scuola missionaria, e studiò microbiologia a Gerusalemme prima di frequentare l'Università del Massachusetts Amherst grazie a una borsa di studio Fulbright. Mentre era negli Stati Uniti, dette vita alla sua prima organizzazione benefica, Development through Education, attraverso la quale gli studenti delle scuole superiori e delle università etiopi ricevettero libri tecnici del valore di 26.000 dollari.
Dopo aver conseguito il dottorato in epidemiologia,  negli anni '90 Gebre tornò in Etiopia per sostenere i diritti delle donne. A seguito di un discorso pubblico sull'argomento tabù dell'AIDS, Gebre capì che per attuare un cambiamento era necessario stabilire prima di tutto un rapporto di fiducia con la comunità. In questo modo fornì le attrezzature necessarie per costruire un ponte che consentì ai bambini della zona di raggiungere la scuola più vicina e ai commercianti di arrivare al mercato locale. Una volta costruito il ponte, Bogaletch e la sorella, aprirono dei consultori per le donne, villaggio per villaggio, ed in seguito fondarono l'associazione KGM Etiopia.